# 延平基督教會
25°03′45″N 121°30′46″E / 25.06240°N 121.51268°E
延平基督教會，是位於臺灣臺北市大同區大橋頭附近太平市場內的教堂。
這座教堂建於1937年，外觀屬於仿哥德式建築。教堂原本是日本聖教會的宣教場所。二戰後由林天生、臺灣第一位女牧師李幫助重建，且在1957年更名為「延平基督教會」。2018年，教堂被列入台北市市定古蹟。